# زاواده (گمینا زاواده)
زاواده (به لهستانی:  Zawady) یک روستا در لهستان است که در گمینا زاواده واقع شده‌است. زاواده ۳۲۰ نفر جمعیت دارد.